# Église Saint-Géry de Cambrai
Pour les articles homonymes, voir Église Saint-Géry.
L'église Saint-Géry est une église édifiée de 1648 à 1745, située dans la ville de Cambrai, dans le département du Nord (France).
Elle fait l’objet d’un classement au titre des monuments historiques depuis le 26 novembre 1919.

## Historique
Autrefois abbatiale Saint-Aubert, c'est l'un des monuments historiques les plus anciens de Cambrai et la plus ancienne des églises de la ville. Plusieurs fouilles archéologiques ont révélé les fils ténus mais réels qui la rattachent à l'époque gallo-romaine. Au cours des âges, l'édifice, comme tout corps qui grandit, a vu se greffer les styles roman, gothique, renaissance et classique.
Depuis mille ans, chaque époque a laissé son empreinte, sans parler des destructions par les incendies, et des blessures des guerres. Au Ve siècle, elle porte le nom de Saint-Pierre. Dagobert en fait une abbaye. Celle-ci traverse le millénaire dans la vie contemplative de ses religieux jusqu'à la bourrasque révolutionnaire. Une décennie plus tard, elle devient pour un temps cathédrale et enfin église paroissiale Saint-Géry, du nom de l'évêque fondateur du diocèse de Cambrai. 

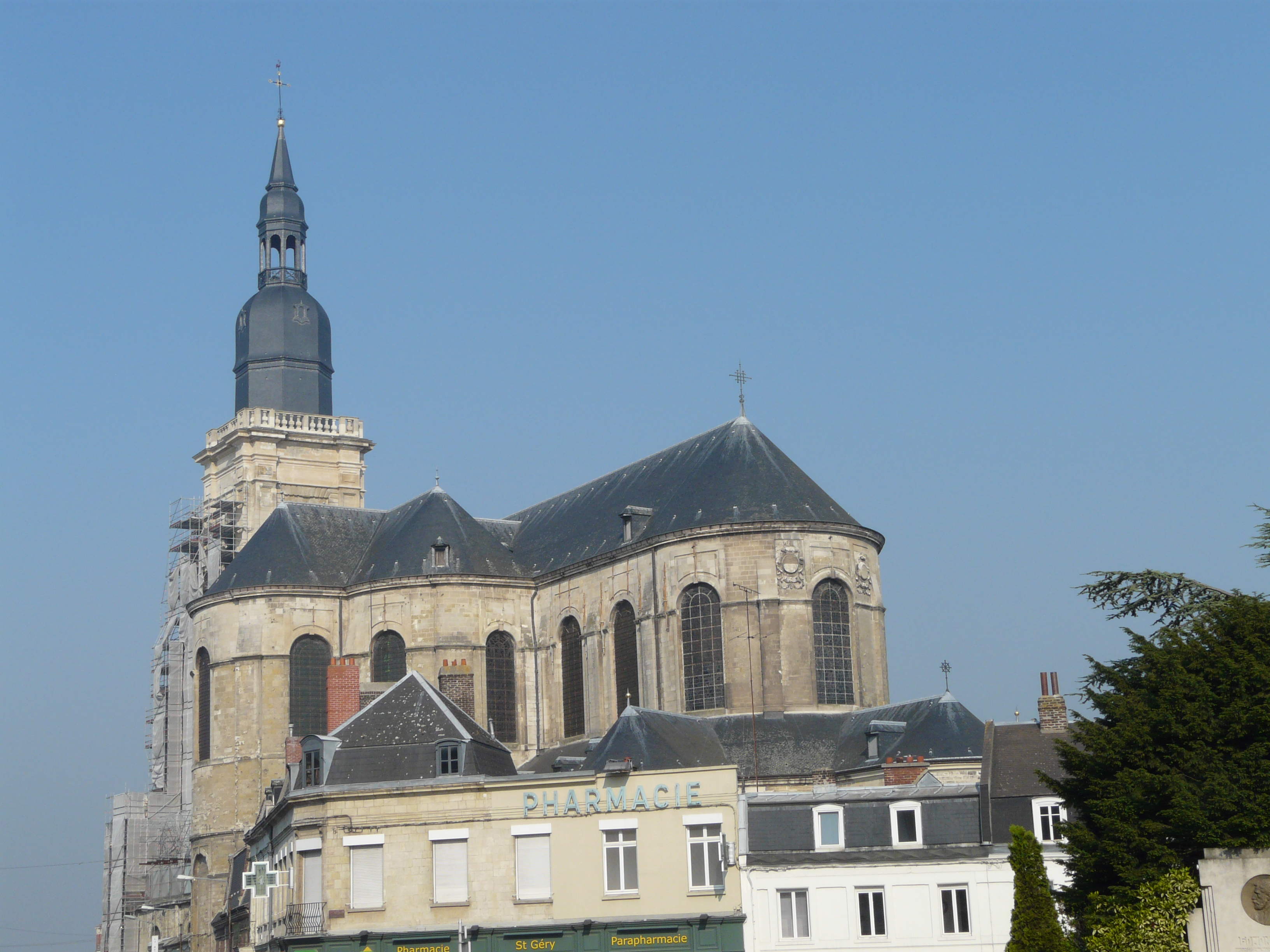
Le chevet.

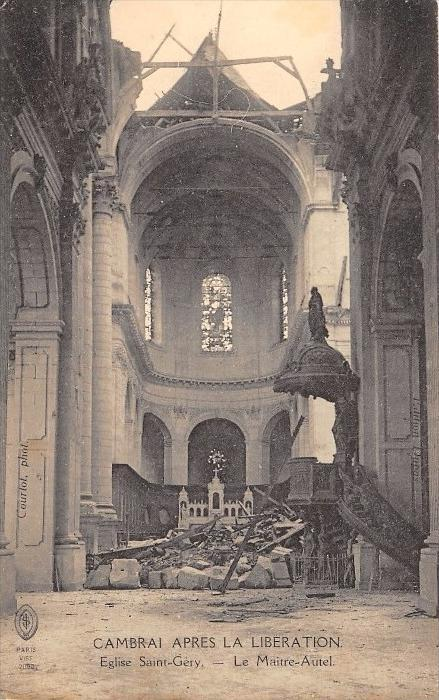
L'église Saint-Géry à la Libération.

Elle renferme un remarquable jubé en marbre polychrome sculpté par le Cambrésien Jaspar Marsy ainsi qu'une Mise au tombeau du peintre Rubens de 1616, commande du chapitre métropolitain apportée à Cambrai par le maître lui-même.
Les grandes orgues ont été construites par Merklin en 1867, et ont été restaurées en 1933 par le facteur d'orgues Jacquot. L'instrument fut reconstruit en 1978 par René Godefroy, passant alors d’un style romantique à un style classique de type nordique du XVIIIe siècle. La composition est de 41 registres répartis sur trois claviers. L'instrument a bénéficié de travaux complémentaires réalisés en 1998 par le facteur Michel Garnier (ré-harmonisation et dépoussiérage), puis en 2007-2008 par le facteur Daniel Decavel (relevage de sommiers).
L'édifice accueille aussi l'ancien maître-autel de l'église de l'abbaye de Vaucelles, en partie détruite à la Révolution.
Fin 2010, le clocher subit une restauration intensive (réfection des couvertures de la flèche et reprise de maçonneries). En effet il montrait quelques signes de faiblesse, en raison de la proximité des routes et d'anciens souterrains sur lesquels reposent les fondations.

## Patrimonialité
L'église Saint-Géry fait l'objet d’un classement au titre des monuments historiques depuis le 26 novembre 1919.

## Les œuvres

### Rubens et Cambrai

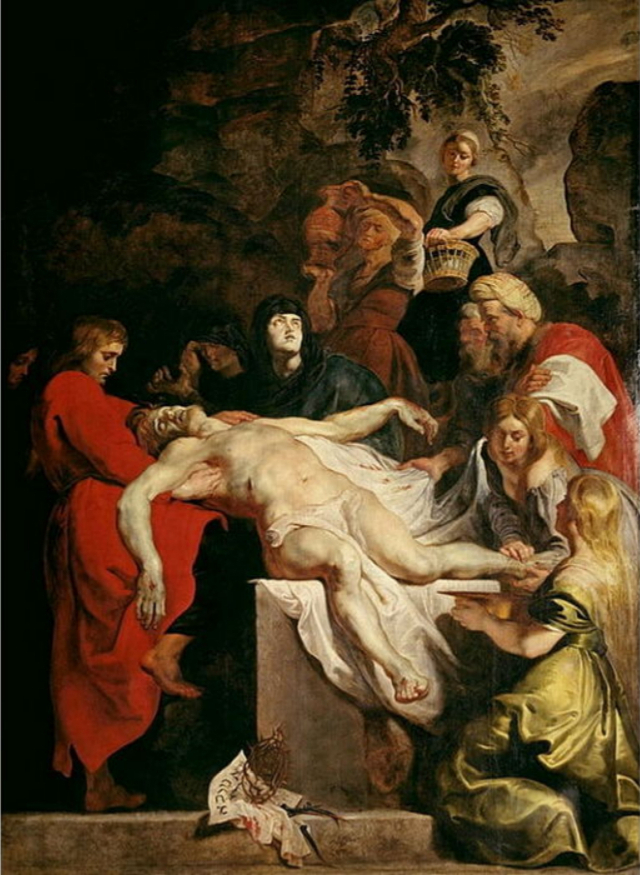
Rubens, La Mise au tombeau (1616).

La Mise au tombeau de Rubens représente saint Joseph d'Arimathie et Nicodème portant le corps de Jésus, accompagnés de saint Jean et des trois saintes femmes. L'une de ces femmes est la Vierge en vêtement bleu, l'autre Madeleine en vêtement vert représentée sous les traits d'Isabella Brant, modèle puis première épouse de Rubens,.
Cette peinture fut achetée par le chanoine Sébastien Briquet et donnée en 1616 aux capucins de Cambrai pour l'église Saint-Aubert, l'actuelle Saint-Géry.
Pour la Mise au tombeau également appelée la Descente de Croix, Rubens en 1616 avait fait le Christ nu. D’après Eugène Bouly, il n'est plus intact : « Une main étrangère jeta sur ce tableau un voile que la décence crut devoir imposer ». La retouche est attribuée à l’Anonyme d'Anvers. Le Mercure de France évoque la colère de Rubens : « Les moines ne se tinrent pas pour vaincus devant une telle représentation du Christ et trouvèrent un peintre assez éhonté pour prostituer de sa brosse le chef-d'œuvre de Rubens. À coup sûr la main trembla au misérable anonyme d'Anvers car rien n'est mauvais comme cette tache baveuse et blanchâtre qu'il barbouilla. Rubens qui n'avait point reçu le prix de son tableau revint à Cambrai à quelque temps de là et s'en fut à l'abbaye de Saint-Aubert. À la vue de la stupide profanation, il saisit une échelle, s'élança jusqu'au tableau et le balafra d'un grand coup de dague ».
Ce tableau faisait partie d'un lot de trois tableaux dont deux plus petits, un Saint François et une Sainte Claire.
Ces trois œuvres ont été apportées à Cambrai par Rubens lui-même de sa Rubenshuis d'Anvers, en passant par Lille et faisant halte à Aniche.

### Charles Poerson
Une toile représentant le Baptême du Christ est attribuée à Charles Poerson. Elle a été classée le 23 avril 1993.

### Gaspard Marsy
Le jubé a été déplacé du transept sous le buffet d'orgue. Il est attribué à Gaspard Marsy (né en 1624 à Cambrai, mort en 1681).